# Johannes Mayrhofer
Johannes Mayrhofer (Pseud. Walther von Waldberg; * 3. November 1877 in Hamburg; † 16. Oktober 1949 in Regensburg) war ein deutscher Jesuit, Schriftsteller, Dramatiker, Dichter und Übersetzer.

## Leben
Nach seinem Abitur entschloss er sich, dem Jesuitenorden beizutreten. Allem Anschein nach war er finanziell unabhängig, er studierte in den Niederlanden, war als Lehrer in Dänemark und später in Berlin tätig und arbeitete dort von 1908 bis 1913 als Redakteur für die Zeitungen Die Welt und Germania. Ab 1919 lebte er als Schriftsteller in Regensburg. In einem Verlagsverzeichnis von 1921 werden Reiseschilderungen, erzählende Werke, Dramen, Gedichte und Übersetzungen (Johannes Jørgensen, Anton Dechevrens, Jón Sveinsson) genannt.

## Schriften (Auswahl)
- Nordische Wanderfahrt. Friedrich Pustet KG, Regensburg 1913
- Zauber des Südens. Friedrich Pustet KG, Regensburg 1913
- Spanien. Reisebilder. Verlag Herder, Freiburg 1915
- Durch Länder und Meere. Friedrich Pustet KG, Regensburg 1915
- Tagebücher eines Weltenbummlers. Friedrich Pustet KG, Regensburg 1920
- Dreimal um die Welt. Habbel Verlag, Regensburg 1949
- S. J. Jesuitenroman aus d. Gegenwart. Manz, Regensburg 1917
- Henrik Ibsen. Ein literarisches Charakterbild. Friedrich Pustet KG, Regensburg 1921